# Дужиця
Дужиця (хорв. Dužica) — населений пункт у Хорватії, у Сисацько-Мославинській жупанії у складі громади Лекеник.

## Населення
Населення за даними перепису 2011 року становило 353 осіб.
Динаміка чисельності населення поселення:

## Клімат
Середня річна температура становить 10,80 °C, середня максимальна – 25,35 °C, а середня мінімальна – -6,14 °C. Середня річна кількість опадів – 914 мм.
| Клімат поселення                              | Клімат поселення | Клімат поселення | Клімат поселення | Клімат поселення | Клімат поселення | Клімат поселення | Клімат поселення | Клімат поселення | Клімат поселення | Клімат поселення | Клімат поселення | Клімат поселення | Клімат поселення |
| Показник                                      | Січ.             | Лют.             | Бер.             | Квіт.            | Трав.            | Черв.            | Лип.             | Серп.            | Вер.             | Жовт.            | Лист.            | Груд.            |                  |
| Середній максимум, °C                         | 6,70             | 8,65             | 13,24            | 17,52            | 22,24            | 25,35            | 24,49            | 23,76            | 20,10            | 14,92            | 9,36             | 5,34             |                  |
| Середня температура, °C                       | 0,28             | 2,21             | 6,81             | 11,09            | 15,82            | 18,91            | 20,58            | 19,83            | 16,18            | 11,01            | 5,44             | 1,43             |                  |
| Середній мінімум, °C                          | −6,14            | −4,2             | 0,39             | 4,67             | 9,38             | 12,49            | 16,65            | 15,92            | 12,25            | 7,09             | 1,52             | −2,5             |                  |
| Норма опадів, мм                              | 56               | 53               | 62               | 73               | 79               | 91               | 82               | 87               | 84               | 87               | 91               | 69               |                  |
| Середньомісячна швидкість вітру, м/с          | 1.80             | 1.95             | 2.40             | 2.20             | 2.06             | 1.90             | 1.81             | 1.70             | 1.70             | 1.70             | 1.80             | 1.80             |                  |
| Середньомісячна сонячна радіація, кДж/м²·день | 4218             | 6964             | 10635            | 15114            | 19374            | 21439            | 22408            | 19443            | 14415            | 8883             | 4691             | 3420             |                  |
| --------------------------------------------- | ---------------- | ---------------- | ---------------- | ---------------- | ---------------- | ---------------- | ---------------- | ---------------- | ---------------- | ---------------- | ---------------- | ---------------- | ---------------- |
| Джерело:                                      |                  |                  |                  |                  |                  |                  |                  |                  |                  |                  |                  |                  |                  |